# Irina Kantakouzene
Irina Kantakouzene, Prokleta Jerina ili Jerina Branković bila je srbijanska despotica, žena despota Đurđa Brankovića. Podrijetlom je Grkinja, iz obitelji Kantakuzini.
Nadnevak njenog rođenja nije poznat. Pretpostavlja se da je rođena 1400. godine, a moguće je i nekoliko godina ranije. Njen otac je bio Dimitrije Kantakuzini, koji je imao titulu sevastokratora (od prosinca 1357.) i despota Moreje (1383.) Nije bila popularna u narodu, a po narodnoj predaji nosi i naziv Prokleta Jerina, najviše zbog izgradnje grada Smedereva, tadašnje nove srpske prijestolnice. Po predaji, njena vladavina je bila surova. Umrla je kao monahinja u Rudniku 2. ili 3. svibnja 1457. godine, a pretpostavlja se da ju je otrovao njen sin Lazar. Njena kći Mara je postala sultanicom. Stari gradovi širom prostora naseljenim Srbima su po njoj dobili imena Jerinin grad.
S despotom Đurađem je imala šestero djece:
- Todor Branković (1415. – 1428.)
- Grgur Branković (1416./17. – 1459.)
- Stefan Branković (1425. – 1476.), srpski despot 1458-1459
- Lazar Branković (1421./27. – 1458.), srpski despot 1456-1458
- Mara Branković (1412. – 1487.), udata 4. rujna 1433. (u harem) za turskog sultana Murata II. (1404. – 1451.)
- Katarina Branković (1418./19. – 1492.), udata 20. travnja 1434. za grofa Ulricha II. Celjskog (1406. – 1456.)

Turci su 1441. zarobili Grgura i Stefana Brankovića i 8. svibnja te godine ih oslijepili po naredbi sultana Murata II.
Prema povijesnim izvorima, Jerina je bila druga žena despota Đurđa Brankovića. Ne zna se tko je bila njegova prva žena s kojom je imao kći Jelenu.  Za kći Maru ne zna se pouzdano je li bila Jerinina ćerka, a povjesničari sa sigurnošću tvrde da je ona bila Đurđeva kći iz prvog braka.
Za Jerinu se može reći da je bila tragičan lik, kome je narodna predaja učinila veliku nepravdu.

## Vanjske poveznice
- Željko Fajfrić: Sveta loza Brankovića, elektronsko izdanje knjige iz 1999.
- Potomci Jerine i Đurđa Brankovića  Arhivirana inačica izvorne stranice od 14. listopada 2017. (Wayback Machine)
- Pod vlašću proklete Jerine